# Mirta Toledo
Mirta Toledo (sinh năm 1952) là một nghệ sĩ người Argentina (họa sĩ, nhà điêu khắc, nhà sản xuất in ấn và nhà văn), thúc đẩy sự đa dạng thông qua tác phẩm nghệ thuật của mình.

## Cuộc sống cá nhân
Mirta Toledo được sinh ra tại khu phố Almagro của Buenos Aires. Bà là con gái lớn nhất của Toribio Toledo (Afro-Guarani) và Eva García Román (người Tây Ban Nha). Ngay từ nhỏ bà đã ý thức được sự đa dạng sắc tộc trong chính gia đình mình mà sau này ảnh hưởng đến tác phẩm nghệ thuật của bà. Toledo trích dẫn cha bà là động lực trong nghệ thuật của cô, người "thấm nhuần phẩm chất sức mạnh, tham vọng và giá trị của cô, thường dành cho những người đàn ông trong xã hội.

## Hôn nhân và gia đình
Vào tháng 1 năm 1977, Toledo kết hôn với Tiến sĩ Mauricio R. Papini tại Buenos Aires, Argentina. Từ 1980 1980, họ ở lại Hoa Kỳ tại thành phố Minneapolis, bang Minnesota, nơi con trai của họ được sinh ra (1981). Họ quay trở lại Buenos Aires từ năm 1982.11988, chuyển đến Honolulu từ năm 1988191990, và sau đó đến Fort Worth, Texas từ năm 1990–2000. Năm 2000, bà chuyển đến Austin, Texas, nơi bà tiếp tục làm việc trong các tác phẩm nghệ thuật của mình và có các triển lãm solo. Vào năm 2007, Toledo quay trở lại Buenos Aires nơi bà hiện đang cư trú và làm việc.

## Giáo dục
Toledo có bằng MFA về Nghệ thuật thị giác với chuyên ngành hội họa, từ Đại học Nghệ thuật Quốc gia năm 2011. Năm 1985, bà hoàn thành việc cư trú với nhà điêu khắc bậc thầy Antonio Pujía tại Đại học Mỹ thuật Ernesto de la Cárcova. Bà có bằng Giáo sư Hội họa (1974) và Giáo sư Điêu khắc (1982) từ Trường Mỹ thuật Quốc gia Prilidiano Pueyrredón, và bằng cử nhân Mỹ thuật (Vẽ) từ Trường Mỹ thuật Manuel Belgrano (1973).
Toledo đã hoàn thành hai khu dân cư chuyên về thư pháp mỹ thuật thủ công tại Phòng thu corado ở Austin, Texas: Serie Project V (1998) và Serie Project IX (2002). Bà cũng là một nghệ sĩ cư trú tại Stone Metal Press tại San Antonio, Texas (2002). Toledo là cựu sinh viên lớp 2002 của Viện lãnh đạo NALAC [8] của Hiệp hội văn hóa và nghệ thuật Latinh quốc gia.